# Sebarga
Sebarga es una parroquia del concejo asturiano de Amieva, en España.
Limita con las parroquias de Mian y Argolibio y con los concejos de Parres (parroquia de Llerandi) y Ponga (parroquia de Cazo). Por sus tierras discurre el río Ponga formando la Vega de Sebarga.
En sus 26,19 km² habitan un total de 190 personas (2011) repartidas en varias poblaciones. 
Se accede por la carretera nacional N-625 desviándose en el PK 145 hacia la carretera AS-261.
El nombre de Sebarga proviene de 'Subuarga', es decir, al pie de la 'barga', en castellano cuesta.
Cuenta con algunas de las construcciones más antiguas de Amieva como son la Casona de Cirieño, la Casa Peribajo o la capilla de Siña.

## Entidades de población
Localidades y barrios que forman parte de la parroquia:
- Arnaño (Arnañu)
- Cirieño (Cirieñu)
- Eno (Enu)
- Pen
- Santa Olaya (Santolaya)
- Santoveña
- Vega de Sebarga (La Vega Sebarga)
- Vilaverde (Villaverde)
- La Mollera
- Berducéu
- El Camperón
- Polvorosas (Les Polvoroses)
- Siña
- Villanueva